# Miguel Ángel Muñoz
A MAM néven is ismert Miguel Ángel Muñoz spanyol énekes, színész. 1983. július 4-én született Madridban, édesanyja a híres asztrológus, Cristina Blanco.

## Életrajz
Miguel Ángel Muñoz karrierje 9 éves korában kezdődött, amikor szerepelt az El palomo cojo című filmben. Ezután szerepet kapott az Al salir de clase és a Compañeros című sorozatokban.
2002-ben megkapta Roberto Arenales szerepét az Un paso adelante című sorozatban. A szériát Egy lépés előre címmel Magyarországon is bemutatták. Miguel Ángel a szerep kedvéért énekelni és táncolni tanult.
A sorozat óriási sikerét követően Beatriz Luengo, Pablo Puyol, Mónica Cruz, Silvia Marty és Miguel Ángel megalapította az UPA Dance formációt. 2004-ben a tagok szólókarrierbe kezdtek, MAM pedig újraalapította az UPA Dance-t Edu Del Pradóval és Elizabeth Jordannel, akik ez idő tájt léptek be az Un paso adelanté-be.
2004-ben, az Un paso adelante forgatása után szólóénekesi karrierbe kezdett, emellett pedig színészi karrierjét sem hanyagolta el. Diras que estoy loco címen kislemezt adott ki, mely nagy népszerűségnek örvendett. A dal 11 héten keresztül vezette a spanyol slágerlistákat, a kislemezből 180.000 példányt adtak el. A Diras que estoy loco 2006-ban Franciaországban és Olaszországban is megjelent, ahol szintén nagy sikert aratott. Olaszországban rövid időn belül aranylemez lett.
Egy színházi szerepet követően (El cartero de Neruda) 2006-ban MAM csatlakozott a Mes adorables voisins' című sorozathoz. Ezután egy nagy költségvetésű spanyol filmben, a Los Borgiában tűnt fel. 2007 májusában szerepelt az Intrusos címet viselő horrorfilmben.

## Filmográfia

### Mozi
- La vida siempre es corta (1994), mint Miguel Albaladejo
- El palomo cojo (1995), mint Jaime de Armiñán
- Gente pez (2001), mint Jorge Iglesias
- Los Borgia (2006), mint Antonio Hernández
- Desde que amanece apetece (2005), mint Antonio del Real
- Probabilidades (2006), mint Ricardo Bajo Gaviño
- Intrusos (en Manasés) (2007), mint Juan Carlos Claver
- Trío de ases: el secreto de la Atlántida (2007), mint Joseba Vázquez

### Televízió
Un Dos Tres

#### Állandó szerepek
- Mama quiero ser artista (1997)
- Al salir de clase (1997)
- Compañeros (2001)
- Un paso adelante (2002-2005)
- Mis adorables vecinos (2005-2006)
- El síndrome de Ulises (2007)
- La piel azul (2010)
- Vida loca (2011)
- Infames (2012)
- Capadocia (3. évad) (2012)

#### Epizódszerepek
- Condenadas a entenderse (1999)
- Ala Dina (2000)
- Policías, en el corazón de la calle (2000)
- Periodistas (2001)
- Hospital Central (2002)
- Aída (2005)

### Színház
- La centerola (1996)
- Bastián y Bastiana (2003)
- Quickly (2003)
- El cartero de Neruda (2006)

### Szinkron
- Sinbad, la leyenda de los siete mares (2003)

## Diszkográfia

### UPA Dance diszkográfia
- UPA Dance - 2002
- Sambame - 2002
- UPA Dance Edicion Especial - 2003
- UPA Live - 2003

### Szólólemezek
- Miguel Angel Muñoz - M.A.M - 2004
- Dirás que estoy loco (kislemez) – 2004

## Külső hivatkozások
- Hivatalos weboldal
- Miguel Angel Muñoz filmográfia
- Hivatalos Olasz Fanclub honlapja
- Az UPA Dance hivatalos weblapja

1. ↑  https://www.cadena100.es/musica/noticias/ana-guerra-como-pandemia-arruino-relacion-con-miguel-angel-munoz-20220105_1712488